# Савенко, Василий Борисович
Васи́лий Бори́сович Саве́нко (род. 1949, Любашёвский район, Украина) — украинский оперный и камерный певец, бас-баритон.

## Биография
Начал обучение вокалу в Одесской консерватории имени А. В. Неждановой. Продолжил учёбу в Московской консерватории имени П. И. Чайковского по классу вокала у солиста Большого театра, народного артиста РСФСР А. А. Большакова, которую окончил в 1978 г. 

9 лет работал в Днепропетровском театре оперы и балета, исполнял ведущие партии баритонового репертуара.

В 1981 г. стал лауреатом Украинского конкурса вокалистов имени Н. В. Лысенко (Харьков).

В 1982—1983 годах стажировался в Большом театре под руководством народного артиста СССР П. Г. Лисициана.

С 1987 г. работал в творческой мастерской солиста Большого театра, народного артиста России, лауреата Государственной премии М. Г. Киселёва.

В 1989 г. стал лауреатом Московского фестиваля-конкурса вокалистов, посвящённого 150-летию М. П. Мусоргского.

С 1992 года Василий Савенко работает по контракту в Великобритании.

## Репертуар и творческие контакты
Активно пропагандирует украинскую и русскую камерную музыку, а также музыку современных украинских и российских композиторов на Западе, на Украине и в России.
Участник международных музыкальных фестивалей, в том числе «Метнер-фестиваля» в Москве, Екатеринбурге и Владимире в 2007 г.
В репертуаре Василия Савенко как баритоновые и басовые оперные партии русских и западных композиторов, а также камерная музыка С. В. Рахманинова, Н. К. Метнера, М. П. Мусоргского, Н. А. Римского-Корсакова, С. И. Танеева, Э. В. Денисова, Р. М. Глиэра, Ю. С. Каспарова и др. Два романса Бориса Лятошинского были исполнены певцом впервые.
28 ноября 1995 г. в Москве на музыкальном фестивале «Московская осень» спел премьеру монооперы Ю. С. Каспарова — «Nevermore» (1991) для баритона и 17 исполнителей-инструменталистов: 
«Каспаров нашел превосходного исполнителя: баритон Василий Савенко исполнил партию красиво, самозабвенно и темпераментно».
Выступает в творческом содружестве с такими музыкантами, как Борис Березовский, Александр Блок, Валерий Гергиев, Геннадий Рождественский и др.

О постановке и исполнении Оперой Челси (Queen Elizabeth Hall, Лондон, 2002) двух опер С. В. Рахманинова «Скупой рыцарь» (В. Савенко в роли Барона) и «Франческа да Римини» (В. Савенко в роли Ланчотто) под управлением Н. Ярви английский рецензент сообщал: 
«В операх был подобран очень сильный состав исполнителей, хотя главную заслугу следует приписать Василию Савенко, проявившему мастерство как в ариозо „Скупого рыцаря“, так и в риторике „Франчески да Римини“, исполняя все свои партии c ясной и выразительной нюансировкой».

## Дискография
- Russian Settings to Robert Burns: Sviridov, Denisov, Shostakovich, Levitin, Khrennikov (Toccata Classics 2009)
- Medtner: Contes & Poèmes / Boris Berezovsky (piano), Yana Ivanilova (soprano) (Mirare 2008)
- Tchaikovsky: Oprichnik (Opera). Князь Жемчужный — Василий Савенко / G. Rozhdestvensky (conductor) (Dynamic 2004)
- English Poets, Russian Romances / Alexander Blok (piano) (Hyperion 2000)
- Russian Vocal Masterpieces: Mussorgsky & Rimsky-Korsakov songs / Michael Dussek (piano) (Meridian 1999)
- Russian Images, Vol. 2: Glinka, Tchaikovsky, Arensky, Taneyev, Medtner, Rachmaninov, Mosolov / Alexander Blok (piano) (Hyperion 1999)
- Russian Images, Vol. 1: Glinka, Dargomyzhsky, Borodin, Balakirev, Rimsky-Korsakov, Cui, Musorgsky, Tchaikovsky, Arensky, Medtner, Gretchaninov, Lyatoshinsky, Rachmaninov / Alexander Blok (piano) (Hyperion 1998)

и др.